# クリスチャーナ
クリスチャーナ（Kristjana、本名・Kristjana Stefánsdóttir、後にKristjana Stefáns、1968年5月25日 - ）は、アイスランドの女性ジャズ・シンガー。セールフォス出身。
アムステルダム音楽院で1998年まで学び、ハーグ王立音楽院で1999年から2000年までレイチェル・ゴールドのもとで学んでいる。2002年にアルバム『クリスチャーナ・デビュー!!』でデビューしている。同じくアイスランドのピアニスト、アグナル・マグヌセンとともにジャズ・デュオを結成している。

## ディスコグラフィ

### アルバム
- 『クリスチャーナ・デビュー!!』 - Kristjana (2001年、Stef)
- Jól (2005年、JR Music ehf) ※with Tríó Björns Thoroddsen
- Hvar Er Tunglið? (2006年、Dimma) ※with Sigurður Flosason
- Better Days Blues (2008年、Dimma)
- Glæður (2011年、Nordic Notes) ※Svavar Knútur & Kristjana Stefáns名義
- Í Nóttinni (2014年、Dimma) ※with Sigurður Flosason
- Faðmlög (2020年、Nordic Notes・Dimma) ※Svavar Knútur & Kristjana Stefáns名義